# Small but significant and non-transitory increase in price
De SSNIP-test (Small but Significant and Non-transitory Increase in Price) is een test die wordt gebruikt in de Europese Unie om te bepalen hoe afnemers van een product reageren op een verhoging van de relatieve prijs van het product wanneer alle andere factoren constant blijven. Het is een hulpmiddel om te bepalen wat de relevante productmarkt is van een product.
Deze test creëert een hypothetische situatie waarin een monopolist een kleine, maar toch de significante (Small but Significant), permanente (Non-transitory) prijsstijging (Increase in Price) doorvoert. Indien de consument hierdoor overschakelt naar een ander product, dan behoort ook dat product tot de relevante productmarkt aangezien het product van de monopolist substitueerbaar is.
Met een kleine, doch significante prijsstijging bedoelt men een prijsstijging van 5 tot 10 procent.

## Small but Significant Non-transitory Decrease in Quality
De SSNIP-test heeft twee fundamentele gebreken: hij kan niet worden toegepast door juristen en ook niet op gratis diensten (YouTube, Google ...). Om die redenen heeft de Europese Commissie een nieuwe test ontwikkelt die een hypothetische situatie creëert waarin de monopolist de kwaliteit van zijn product permanent verlaagt. Indien de consument hierdoor overschakelt naar een ander product, dan is er sprake van substitueerbaarheid en behoren de producten tot dezelfde productmarkt.
De eerste keer dat de Commissie deze test heeft toegepast, was in de Google Search zaak, waarin Google een boete kreeg van 4,34 miljard euro.